# Sophia Bähr
Sophia Bähr (* 3. Juni 1996 in Wiesbaden) ist eine deutsche Volleyballspielerin.

## Karriere
Bähr begann 2006 in ihrer hessischen Heimat in Niederjosbach Volleyball zu spielen. Nach drei Jahren wechselte sie zum VC Wiesbaden. Seit 2012 spielte Bähr in der Zweiten Volleyball-Bundesliga.  Nach einer einjährigen Anwesenheit in Tampa (Hillsborough County im US-Bundesstaat Florida) wechselte sie 2015 aufgrund ihres Studiums in Freiburg zum VC Offenburg. Die besetzte Diagnonalposition in der Volleyball-Bundesliga gab sie zwei Jahre später wegen des zeitintensiven Studiums auf. Anschließend ging sie weiter in weniger aufwändigen Ligen im Umkreis Freiburgs ihrer Leidenschaft nach.